# أبو دردة
أبو دردة قرية سورية تتبع ناحية مركز حماة في منطقة مركز حماة في محافظة حماة. بلغ عدد سكانها 486 نسمة في عام 2004 حسب إحصاء المكتب المركزي للإحصاء.

## الثورة السورية
في يوم 1 نيسان (أبريل) عام 2014، وثِّق قيام ميلشيات موالية لنظام الأسد بذبح عائلة بالسكاكين مؤلّفة من 6 أفراد من قرية أبو دردة الجبل والتنكيل بجثامينهم، ووقع ذلك قرب قرية بسيرين الواقعة في ريف حماة الجنوبي. تألّفت العائلة من محمود خليف الذويب (عمره 37 عامًا)، وزوجته طبية أحمد العلاوي (عمرها 34 عامًا)، وأطفالهما الأربعة، علي (عمره 12 عامًا)، وخليف (عمره 10 أعوام)، وخالد (عمره 8 أعوام)، وأختهم علية (وهي طفلة رضيعة).

## وصلات خارجية
- الوحدات الإدارية في محافظة حماة